# Андріївка (Іванківський район)
Андріївка — колишнє село в Іванківському районі Київської області, яке зникле після аварії на Чорнобильській АЕС. Розташоване за 22 км від колишнього райцентру. Знаходиться на правому березі р. Вересня, на межі зони відчуження (межа проходить південним краєм села, далі чисті місця). До аварії на ЧАЕС підпорядковувалося Чорнобильському району.
Вперше згадується у джерелах першої третини XX століття. Вперше село показане на топографічній карті 1931 року як хутори Андріївка та колгосп Червоний Лебедин.
У радянський час село підпорядковувалося Терехівській сільській раді.
Напередодні аварії на ЧАЕС у селі мешкало 224 мешканці, було 112 дворів. Мешканці села після аварії на ЧАЕС були відселені у село Яхни Фастівського району. Виселене внаслідок сильного радіоактивного забруднення.
Після Чорнобильської катастрофи село увійшло до 30-кілометрової зони відчуження.
Село було офіційно зняте з обліку 1999 року за відсутністю жителів.
Частина території села згоріла під час лісових пожеж у 2020 році.
З кінця лютого до 1 квітня 2022 року село було окуповане російськими військами.